# 브란코 일리치
브란코 일리치(Branko Ilić, 1983년 2월 6일 ~ )는 슬로베니아의 전 축구 선수이다.

## 수상

### 클럽
올림피아 류블랴나
- 슬로베니아 풋볼 컵: 2002–03

돔잘레
- 슬로베니아 프르바리가: 2006–07

파르티잔
- 세르비아 수페르리가: 2014–15